# Brownlowia elliptica
Brownlowia elliptica är en malvaväxtart som beskrevs av Ridley. Brownlowia elliptica ingår i släktet Brownlowia och familjen malvaväxter. Inga underarter finns listade i Catalogue of Life.